# Čechtín
Čechtín (německy Czechtin, Tschetin, starší názvy též Czechtin, Cžechtin, Czechtitz) je obec v okrese Třebíč v Kraji Vysočina ležící asi 10 km severozápadně od města Třebíče. Nadmořská výška obce je 534 metrů nad mořem. Obec patří do správního obvodu obce s rozšířenou působností Třebíč. Žije zde 311 obyvatel. K obci též patří osada Kukla.
Sousedními obcemi sídla jsou Svatoslav, Kouty, Červená Lhota, Benetice a Horní Vilémovice.

## Geografie
Čechtínem ze severu k jihu prochází silnice II/351 z Kamenice do Račerovic, z této silnice z Čechtína vychází silnice II/349 na východ a sever a následně pokračuje do Svatoslavi. Severně ze zastavěné části území obce vychází užitková silnice pod kopec Smrček, další užitková silnice do polí pak vede severně ze silnice II/351. Východně ze silnice II/349 vychází silnice do Benetic a jihozápadně z této silnice pak vychází užitková silnice pod Čechtínský kopec. Na jižním okraji území obce ze silnice II/351 vychází východně silnice do Kukly a západně do Červené Lhoty. Z východu na sever přes území obce vede žlutá turistická stezka.
Většina území obce je využívána zemědělsky, lesní porost je jen na pár místech, např. mezi Kuklou a Čechtínem, pak ještě u severozápadního okraje území obce. V jihozápadní a severní části území obce se nachází několik osamocených lesních ploch.
Severovýchodně od Čechtína pramení Leštinský potok, ten je následně napájen několika zdrojnicemi a protéká přes zastavěné území obce a následně teče západně k Červené Lhotě a u Číchova se vlévá do Jihlavy. Část západní hranice území obce je tvořena potokem Smrček, ten se pak nedaleko území obce vlévá do Leštinského potoka. Na východní hranici území obce pramení potok Lubí, ten pak teče dál na východ a následně se u Třebíče vlévá do Jihlavy.
Území Čechtína je značně kopcovité, jeho nadmořská výška se pohybuje od 550 do 670 metrů nad mořem, severní část území je ve vyšších nadmořských výškách než jižní. Těsně za severní hranicí území obce se nachází kopec Smrček (674 m), u severní hranice pak je nepojmenovaný kopec s kótou 674 m. Na území obce se pak nachází mnoho dalších nepojmenovaných vrcholů, dosahují výšek 621 m, 629 m, 616 m, 577 m, 555 m a další. Jižně od hranic území obce se nachází Čechtínský kopec (662 m).  
Zastavěné území obce se nachází na jihozápadním okraji území obce, ještě jižněji u okraje území obce se nachází osada Kukla.

## Historie
První zmínka o obci pochází z roku 1406, kdy se na území obce měla nacházet tvrz, která patřila Šemíkovi z Čechtína, obec pak vlastnila i jeho dcera. Čechtín pak převzali do své správy benediktini z Třebíče a ti pak prodali obec Ješkovi z Kvičovic. Později byla obec prodána Hrubšickým a pánům z Třebíče (asi od 16. století). Obec spadala historicky pod Červenou Lhotu, byla jí rovněž přifařena. V obci se nacházel pivovar Josefa Waldsteina.
V roce 1830 se obcí prohnala velká povodeň a v roce 1866 pak byla obec postižena cholerou. V roce 1888 byla v obci založena škola a v roce 1898 pak byl postaven kamenný kříž na návsi. V roce 1909 byl v obci založen sbor hasičů a v roce 1919 pak byla založena knihovna a vysazena lípa svobody. V roce 1920 byla založena sokolská jednota a v roce 1921 pak byla postavena sokolovna. V roce 1927 byla postavena hasičská zbrojnice a o dva roky později byla odhalena pamětní deska obětem 1. sv. války na zbrojnici a postavena cihelna. V roce 1931 pak byla obec elektrifikována.
V roce 1950 bylo v obci zařízeno JZD, do kterého pak všichni místní zemědělci vstoupil do roku 1958. O deset let později bylo otevřeno koupaliště nedaleko obce a roku 1973 byla rekonstruována budova školy. Roku 1978 pak bylo postaveno hřiště se sportovním areálem a v roce 1979 byla zrušena výuka ve škole a do budovy se nastěhovala mateřská škola. Ta ale už o pět let později získala novou budovu.
V roce 1991 se pak obce Čechtín, Červená Lhota a Okřešice rozdělily na samostatné subjekty a v roce 1992 byla ukončena činnost JZD. V roce 1995 byl privatizován místní lihovar a opraveno koupaliště a sportovní areál, roku 1997 pak byly rekonstruovány mosty přes potok a pošta. V roce 2002 obec získala právo používat prapor a znak a roku 2004 byla zbourána původní budova školy. V roce 2013 byla oceněna obecní knihovna, získala ocenění Knihovna Vysočiny. Roku 2015 bylo vybudováno dětské hřiště a v roce 2018 pak i víceúčelové hřiště v rámci sportovního areálu.
V letech 2006–2010 působil jako starosta ing. Miloš Caha, od roku 2010 do roku 2014 tuto funkci zastávala Marie Horká, od roku 2014 je neuvolněným starostou Mgr. Zdeněk Michal.
Do roku 1849 patřil Čechtín do třebíčského panství, od roku 1850 patřil do okresu Jihlava, pak od roku 1855 do okresu Třebíč. Mezi lety 1850 a 1867 patřil Čechtín pod Červenou Lhotu, následně se obec osamostatnila.
| Rok            | 1869 | 1880 | 1890 | 1900 | 1910 | 1921 | 1930 | 1950 | 1961 | 1970 | 1980 | 1991 | 2001 | 2011 | 2021    |
| -------------- | ---- | ---- | ---- | ---- | ---- | ---- | ---- | ---- | ---- | ---- | ---- | ---- | ---- | ---- | ------- |
| Počet obyvatel | 340  | 344  | 368  | 354  | 375  | 367  | 357  | 290  | 294  | 270  | 302  | 315  | 312  | 312  | 296     |
| Počet domů     | 48   | 51   | 55   | 57   | 54   | 52   | 58   | 59   | 56   | 59   | 67   | 79   | 86   | 88   | 94 a 93 |

## Politika

### Volby do Poslanecké sněmovny
|       | 2006                | 2010                | 2013                | 2017                | 2021                  |
| ----- | ------------------- | ------------------- | ------------------- | ------------------- | --------------------- |
| 1.    | ČSSD (38,01 %)      | ČSSD (16,29 %)      | ČSSD (23,86 %)      | ANO (36,27 %)       | ANO (39,57 %)         |
| 2.    | KDU-ČSL (22,8 %)    | KDU-ČSL (15,73 %)   | KDU-ČSL (19,88 %)   | ČSSD (14,7 %)       | SPOLU (18,18 %)       |
| 3.    | KSČM (16,95 %)      | VV (14,6 %)         | ANO 2011 (18,18 %)  | KDU-ČSL (12,25 %)   | Piráti+STAN (14,97 %) |
| účast | 72,77 % (171 z 235) | 73,25 % (178 z 243) | 72,65 % (178 z 245) | 81,93 % (204 z 249) | 78,10 % (189 z 242)   |

### Volby do krajského zastupitelstva
|      | 1.                 | 2.                       | 3.                | účast               |
| ---- | ------------------ | ------------------------ | ----------------- | ------------------- |
| 2000 | 4KOALICE (41,42 %) | KSČM (21,42 %)           | SNK (12,85 %)     | 28,8 % (72 z 250)   |
| 2004 | KDU-ČSL (32,83 %)  | KSČM (20,89 %)           | ČSSD (13,43 %)    | 28,69 % (68 z 237)  |
| 2008 | ČSSD (29,66 %)     | KDU-ČSL (18,64 %)        | KSČM (15,25 %)    | 50 % (120 z 240)    |
| 2012 | ČSSD (31,53 %)     | KDU-ČSL (17,69 %)        | KSČM (16,15 %)    | 55,06 % (136 z 247) |
| 2016 | ČSSD (30,46 %)     | ANO 2011 (21,09 %)       | KDU-ČSL (17,18 %) | 52,4 % (131 z 250)  |
| 2020 | ANO (32 %)         | ČSSD (16,66 %)           | Piráti (15,33 %)  | 59,76 % (150 z 251) |
| 2024 | ANO (39,83 %)      | ODS+TOP 09+STO (15,25 %) | KDU-ČSL (13,55 %) | 50,2 % (121 z 247)  |

### Prezidentské volby
V prvním kole prezidentských voleb v roce 2013 první místo obsadil Miloš Zeman (69 hlasů), druhé místo obsadil Jiří Dienstbier (35 hlasů) a třetí místo obsadil Zuzana Roithová (26 hlasů). Volební účast byla 76,33 %, tj. 187 ze 245 oprávněných voličů. V druhém kole prezidentských voleb v roce 2013 první místo obsadil Miloš Zeman (125 hlasů) a druhé místo obsadil Karel Schwarzenberg (54 hlasů). Volební účast byla 73,77 %, tj. 180 ze 244 oprávněných voličů.
V prvním kole prezidentských voleb v roce 2018 první místo obsadil Miloš Zeman (105 hlasů), druhé místo obsadil Jiří Drahoš (41 hlasů) a třetí místo obsadil Pavel Fischer (24 hlasů). Volební účast byla 82,47 %, tj. 207 ze 251 oprávněných voličů. V druhém kole prezidentských voleb v roce 2018 první místo obsadil Miloš Zeman (131 hlasů) a druhé místo obsadil Jiří Drahoš (67 hlasů). Volební účast byla 80,16 %, tj. 198 ze 247 oprávněných voličů.
V prvním kole prezidentských voleb v roce 2023 první místo obsadil Andrej Babiš (83 hlasů), druhé místo obsadil Petr Pavel (53 hlasů) a třetí místo obsadila Danuše Nerudová (26 hlasů). Volební účast byla 84,21 %, tj. 208 ze 247 oprávněných voličů. V druhém kole prezidentských voleb v roce 2023 první místo obsadil Petr Pavel (102 hlasů) a druhé místo obsadil Andrej Babiš (96 hlasů). Volební účast byla 80,89 %, tj. 199 ze 246 oprávněných voličů.

## Zajímavosti a pamětihodnosti
- památkově chráněná cihelna
- památkově chráněný bývalý panský pivovar[28]
- sbor dobrovolných hasičů
- kříž k poctě 50. let panování Františka Josefa I.[29]

## Osobnosti
- Eduard Jaša (1914–2001), kronikář
- Josef Toman (1896–?), legionář